# Mord in der Rue Morgue (1971)
Mord in der Rue Morgue (Originaltitel: Murders in the Rue Morgue) ist ein US-amerikanischer Horrorfilm von 1971. Unter der Regie von Gordon Hessler spielen Jason Robards, Herbert Lom und Christine Kaufmann die Hauptrollen.

## Handlung
Die Geschichte spielt in Frankreich, kurz nach der Jahrhundertwende. Die Theatertruppe des César Charron hat sich auf schaulustiges, sensationslüsternes Publikum spezialisiert und präsentiert mit seinen blutrünstigen Stücken kraftvolles und an die Nerven gehendes Horror-Theater, ganz in der Tradition des Grand Guignol. Als neueste Sensation ist die Aufführung von Edgar Allan Poes Schauergeschichte Mord in der Rue Morgue geplant. Césars Frau Madeleine, deren Mutter vor zwölf Jahren umgebracht wurde, soll die Hauptrolle spielen. Doch Madeleine leidet seit dem gewaltsamen Tod ihrer Mutter unter schweren Alpträumen, in denen immer wieder ein axtschwingender Mörder auftaucht. Einmal erleidet Madeleine während einer Vorstellung einen Ohnmachtsanfall. Nun werden mehrere Mitglieder dieses Theaters mittels Säureanschlägen ermordet. Rasch nimmt die Polizei in Gestalt von Inspecteur Vidocq an, dass nur der einstige Liebhaber von Madeleines Mutter, René Marot, der Täter sein könne. Doch die Sache hat einen Haken: Marot ist schon lange tot. Madeleines Mutter hatte einst sein Gesicht mit Säure verätzt, ehe sie von ihm daraufhin umgebracht wurde. Marot selbst soll kurz danach Selbstmord begangen haben. 
Doch Marot ist nicht tot und maskiert und versteckt sich gut. Sein Gesicht ist durch die von Madeleines Mutter verursachte Verätzung schrecklich missgestaltet. Er ist an den Platz des Schreckens zurückgekehrt und will nun Rache für all die am eigenen Leibe erfahrenen Unbilden nehmen. Und so beginnt er sein ebenso blutiges wie mörderisches Handwerk. Ein Mitglied und Ex-Mitglied der Schauspieltruppe nach dem Anderen wird zu seinem Opfer. Auch Madeleine, die Tochter der Frau, die Marot einst begehrte, steht im Fokus seines Rachefeldzuges. Sie will er sich für sein blutiges Finale aufheben. Monsieur Vidocq greift ein und richtet bei der Tätersuche zunächst sein Augenmerk auf Theaterleiter César, doch über die stark visualisierten Träume Madeleines kann man dem wahren Täter endlich auf die Spur kommen. Im furiosen Finale kann René Marot seinem Schicksal nicht mehr entkommen und muss für all seine Morde bitter büßen.

## Produktionsnotizen
Mord in der Rue Morgue wurde ab Oktober 1970 in Toledo bzw. dem Teatro de Rojas in Toledo sowie in San Lorenzo de El Escorial, in Colmenar Viejo und anderen Teilen Madrids (alles Spanien) gedreht und im September 1971 in den USA erstmals herausgebracht. In Deutschland wurde der Film nie gezeigt, jedoch am 30. Mai 1987 als VHS-Video herausgebracht.
Als Herstellungsleiter zeichneten Samuel Z. Arkoff und James H. Nicholson für die Produktion mitverantwortlich. José Luis Galicia entwarf die Filmbauten, Tony Pueo die Belle-Epoque-Kostüme.
Ursprünglich wollte Horrorfilmstar Vincent Price unbedingt die Robards-Rolle haben, wurde aber von den Produzenten aus nicht näher bekannten Gründen nicht berücksichtigt.
Der Film hat nur sehr marginal mit Edgar Allan Poes Schauergeschichte Der Doppelmord in der Rue Morgue zu tun.

## Kritiken
Howard Thompson schrieb in der New York Times: „Der gesamte Film ist ein wundervoller Anblick in ausgezeichneter Farbe, mit verschwenderischem Dekor und Kostümen aus der Zeit und Kostümen sowie einigen perfekten Traum-Bildsequenzen. Und unter Gordon Hesslers intelligenter Regie verstärkt sich die Spannung noch, auch dank einiger enigmatischer Charaktere. Besonders zwei werden gut gespielt von Herbert Lom und Michael Dunn.“
Der Movie & Video Guide nannte den Film eine „sensationslüsterne Neubearbeitung“.

„Eine solide Inszenierung ohne sonderliche Höhepunkte.“

Halliwell’s Film Guide fand, der Film sei eine „spielerisch dargestellte Gruselmär, die eher mit ‚Das Phantom der Oper‘ als mit Poe“ zu tun habe. Dennoch: „ein netter Zeitvertreib für Fans“.